# Повість про дружбу і недружбу
«Повість про дружбу і недружбу» (рос. Повесть о дружбе и недружбе) — твір Аркадія і Бориса Стругацьких, за своїм жанром може бути охарактеризований як казка-притча. Побачив світ у 1980 році. Цільова аудиторія — підлітки, що невластиво авторам, це єдиний твір, створений ними як дитяча література.

## Оцінка авторів
Автори низько оцінювали «Повість про дружбу і недружбу»:
|                                                         | Головною спонукальною причиною послужила та обставина, що нічого серйозного в ту пору опублікувати було неможливо. Тому ми й вирішили переробити старий сценарій на казку для дітей старшого шкільного віку. Відповідно так до цієї казки завжди й ставилися: як до небажаної і нелюбимої дитини. Оригінальний текст (рос.) Главной побудительной причиной послужило то обстоятельство, что ничего серьёзного в те поры опубликовать было невозможно. Поэтому мы и решили переделать старый сценарий в сказку для детей старшего школьного возраста. Соответственно так к этой сказке всегда и относились: как к нежеланному и нелюбимому ребенку. |
| — OFF-LINE інтерв'ю з Борисом Стругацьким. Травень 2000 | |

## Сюжет
Головний герой «Повісті...» — чотирнадцятирічний хлопчик Андрій Т., який за кілька днів до Нового року захворює ангіною і в переддень свята змушений проводити час, дотримуючись «постільного режиму» і виконуючи запропоновані лікувальні процедури. Родина планувала зустріч свята за містом, у Грибановській караулці. Як наслідок, туди вирушають мама, тато і старший брат, залишаючи Андрія Т. з дідусем. Намагаючись вигадати, як найбільш приємно зустріти прийдешнє свято, Андрій телефонує другу Генці на прізвисько Абрикос, і той зголошується прийти в гості о 21:00.
Близько дев'ятої Андрій чує з радіоприймача від Генки заклик про допомогу. Андрій повинен увійти в лаз на власній кухні і встигнути до опівночі врятувати друга. Андрій вирушає в подорож, захопивши з собою  як супутник згаданий радіоприймач марки «Спідола». Під час пригоди приймач допомагає герою приймати рішення, передаючи мелодії, відповідні моменту.

### Випробування

#### Лаз
На кухні виявляється прямокутний лаз неприємного вигляду, що навіває думки про іржаві гаки, пацюків і слизькі щаблі. Андрій проходить у лаз.
Пройшовши довгим коридором, Андрій бачить двоє дверей з написами «для сміливих» і «для не дуже». Андрій відкриває другі двері.
|  | За дверима була знайома кімната. У знайомому кріслі похропував знайомий дідусь, на знайомому телевізорі мружився знайомий кіт, зі знайомого ліжка звішувалась знайома ковдра. Андрій Т. рішуче закрив двері. Скромність, звичайно, скромністю, але не такою ж ціною! |

#### Басейн
За дверима «для сміливих» починається тунель, що приводить до плавального басейну без води. Обійти басейн неможливо, необхідно пройти по його дну. Андрій Т. спускається, і на половині шляху його збивають потоки води, змушуючи героя боротися за життя, щоб не потонути. Вибравшись, нарешті, на іншому кінці, хлопчик виявляє доброзичливу людину, що допомагає йому висушити одяг і пригощає його гарячим чаєм з калачем.
|  | Був цей дядько в комбінезоні з лямками на голе засмагле тіло, відрізнявся неабияким зростом і чимось нагадував сусіда по сходовому майданчику на прізвисько Кінь Кобилович. Голос у нього був низький і приємний, і дивився він на Андрія Т. ласкаво й привітно. |

Андрій Т. про себе так і називає незнайомця — Кінь Кобилович.

#### Кінь Кобилович
За чаєм Кінь Кобилович відмовляє хлопчика від продовження шляху, переконуючи його в тому, що попереду буде багато небезпек, в яких можна сильно постраждати, і нагадуючи про хвилювання батьків. Андрій, проте, йде далі.

#### Друга пара дверей
Хлопчик потрапляє в зал, видимість в якому дуже погіршена через незрозумілу імлу. Єдиний орієнтир — чорна доріжка на підлозі, яка в певний момент роздвоюється і приводить знову до написів «для розумних» і «не дуже». За першими дверима — дорога, що закінчується дверима, за якими все та ж кімната з дідусем. Хлопчик вибирає другі.

#### Скоби
Дорога за другими дверима приводить до сходів, що складаються зі скоб, вмурованих у стіну. Перші шість скоб видно, інші ховаються в тумані. Андрій довго дереться по скобах, ноги тремтять від утоми, а долоні обдерті, і нарешті потрапляє в якусь кімнату.

#### Комп'ютер
У наступному залі, куди потрапляє герой, розташовується потужний комп'ютер, представлений як «всемогутній електронний думальник, розв'язувач і відгадувач» (російською скорочено ВЭДРО). Для виходу Андрій Т. повинен відповісти на три питання ВЭДРО, а потім поставити свої запитання, на одне з яких комп'ютер повинен не знайти відповіді. Обслуговує ВЭДРО і охороняє вихід той самий Кінь Кобилович, але дещо всохлий, менший розміром.

#### Філателісти
Перемігши ВЭДРО, Андрій Т. потрапляє на площу, залиту сонцем. Він бачить безліч павільйонів з вивісками «філуменісти», «філокартисти», «нумізмати», «боністи» та іншими назвами спільнот людей, об'єднаних загальним інтересом, аж до алкоголіків і наркоманів. Сподіваючись отримати допомогу та консультацію у «своєму» павільйоні, хлопчик заходить в павільйон «філателісти», потрапляючи у світ альбомів і клясерів. Розглядаючи альбоми, хлопчик втрачає лік часу, а невидимий йому помічник підкладає все нові й нові альбоми. Коли Андрій Т. отямився, він знову виявляє Коня Кобиловича, який пропонує йому в подарунок рідкісну марку «Рожева Гвіана». Але тут приймач грає пісню «Барабанщик», і Андрій розуміє, що марки — всього лише шматочки розфарбованого паперу. Кінь Кобилович прострілює радіоприймач з лазерного пістолета, пропалюючи величезну діру. Андрій йде далі. По дорозі він бачить безліч дверей. Заглянувши за двері з написом «найпростіший вихід з», Андрій знову бачить кімнату з дідусем і котом.

#### Останнє випробування
Друг, нарешті, знаходиться, Андрій Т. виявляє його в оточенні страхітливих гротескних фігур (Дивовижний Чоловік, Двогорба Стара, Найперший Млинець, Естрадна Халтурщиця, Хмир-зі-Щелепою, Недобитий Фашист, Червоноокий Юнак та інших), які чекають півночі, щоб накинутися на Генку. Знайшовши під ногами шпагу, Андрій Т. вступає в бій з усіма цими похмурими особистостями.

### Розв'язка
Андрій прокидається, час — після десятої ранку. Приходить Генка-Абрикос, виправдовуючись, даючи багатослівні і незв'язні пояснення. Андрій Т. дарує йому всі свої марки, а приймач грає і співає пісню «Барабанщик», показуючи «страшну наскрізну рану, круглу дірку з оплавленими краями», що з'явилася після останньої зустрічі з Конем Кобиловичем, коли той вистрілив у нього з бластера.

## Цікаві моменти
- На початку твору відбувається невелика плутанина з часом. Намагаючись перевірити стан свого здоров'я і з'ясувати, чи не пройшла ангіна, Андрій Т. робить перший «експериментальний ковток насухо» о дев'ятнадцятій нуль-п'ять. Другий експериментальний ковток він робить о дев'ятнадцятій нуль-нуль (у деяких друкованих виданнях - дев'ятнадцятій нуль-вісім).
- Андрій Т. перемагає ВЭДРО питанням «Чи можете ви вигадати таке коректне питання, на яке самі ж відповісти не зможете?», яке відсилає читача до відомого теологічного питання «Чи може Бог створити такий камінь, який не зможе підняти?». Однак у творі герой вигадує питання сам, згадуючи, що десь чув, що «зі словом „все“ повинно бути пов'язане якийсь виняток, а інакше виходить парадокс».